# Il meglio del meglio (Cristiano Malgioglio)
Il meglio del meglio è una raccolta del cantante pop italiano Cristiano Malgioglio, pubblicata nel 1992 dall'etichetta discografica PILZ.

## Tracce
1. Toglimi il respiro (Take my breath away)
2. Oh! Mama
3. Non è peccato
4. Con l'amore addosso (Wonderful world)
5. Nostalghia
6. Mambo
7. Non ti lascerò andare via (Unchained melody)
8. Casanova
9. Il ritmo della notte (The beat of the night)
10. Tristes momentos
11. Devo vendermi
12. Pirati di fortuna
13. Chi s'annamora 'e te
14. Ho chiuso il cuore a chiave